# Bulbophyllum aubrevillei
Bulbophyllum aubrevillei är en orkidéart som beskrevs av Jean Marie Bosser. Bulbophyllum aubrevillei ingår i släktet Bulbophyllum och familjen orkidéer. Inga underarter finns listade i Catalogue of Life.